# Stare Olesno (przystanek kolejowy)
Stare Olesno – przystanek kolejowy w Starym Oleśnie, w województwie opolskim, w powiecie oleskim, w gminie Olesno, w Polsce.

## Ruch pasażerski
| Rok  | Wymiana pasażerska na dobę |
| ---- | -------------------------- |
| 2017 | 10-19                      |
| 2022 | 10-19                      |